# Eiríksmál
Eiríksmál es un poema escáldico compuesto alrededor de 954 a instancias de la reina noruega Gunnhild en honor a su consorte asesinado, Erico I. Sólo se conserva el principio del poema en el capítulo 8 de la saga Fagrskinna.
Aunque es clasificado como un poema escáldico ya que trata de una figura histórica, el poema es anónimo y en la simple métrica fornyrðislag, en lugar de la más compleja y ornamentada dróttkvætt. El estilo tiene mucho en común con la poesía eddica.
El poema tardío Hákonarmál, parece haber sido creado sobre la base de Eiríksmál.